# Jean-Georges Scherz
Jean-Georges Scherz, né le 29 mars 1678 à Strasbourg et mort dans la même ville le 1er avril 1754, est un juriste, philosophe, philologue, médiéviste et chanoine luthérien alsacien qui fut notamment doyen de l'université de Strasbourg et du chapitre de Saint-Thomas.

## Biographie
Né à Strasbourg en 1678, il étudie le droit dans l'université de sa ville natale où il obtient son doctorat en 1702. De cette date à 1710 il y est professeur de philosophie pratique, puis professeur de droit jusqu'à sa mort en 1754. 
Linguiste et médiéviste passionné, il élabore pendant cinquante ans un dictionnaire de l'allemand médiéval, le Glossarium germanicum mediiaevi, que lui-même jugeait inachevé, mais que le Magistrat de la ville classa parmi les « biens précieux ». L'œuvre fut complétée après sa mort et éditée en deux volumes par le philologue Jérémie-Jacques Oberlin.
Chanoine du chapitre de Saint-Thomas pendant 52 ans, il en fut également le doyen et le prévôt.
Jean-Georges Scherz eut trois filles et un fils. Celui-ci s'apprêtait à suivre les traces de son père, mais disparut prématurément, lui laissant un petit-fils.

## Hommages
À l'église Saint-Thomas de Strasbourg, un monument funéraire de style baroque, richement décoré, perpétue sa mémoire et contribue à l'établissement de sa biographie.

## Sélection d'œuvres
- Dissertatio de lotionibus et balneis graecorum, 1695
- De Dotalitio sur Google Livres, Iéna, Croecker, 1740
- Philosophiae moralis Germanorum medii aevi specimen, 1704-1714 (2 vol. édités en 1781 et 1784 par Jérémie-Jacques Oberlin)
- Dissertatio juridica de fidejussoribus..., édité en 1721 par Jean-Antoine Metzinger, Strasbourg, lire en ligne sur Gallica
- Johann Matthaeus Müller (sous la direction de Johann Georg Scherz), Dissertatio juridica varias quaestiones de molitoribus et moltis exhibens, quam... sub praesidio... Johannis Georgii Scherzii... examini d. 27 januar. 1724. submittet Joh. Matthaeus Müller,......, Strasbourg, 1724, lire en ligne sur Gallica
- Glossarium germanicum medii aevi potissimum dialecti suevicae, edidit, illustravit, supplevit Jeremias Jacobus Oberlinus, 2 vol., Strasbourg, 1781-1784